# Escalquens
 Escalquens  là một xã thuộc tỉnh Haute-Garonne trong vùng Occitanie ở tây nam nước Pháp.

## Di tích

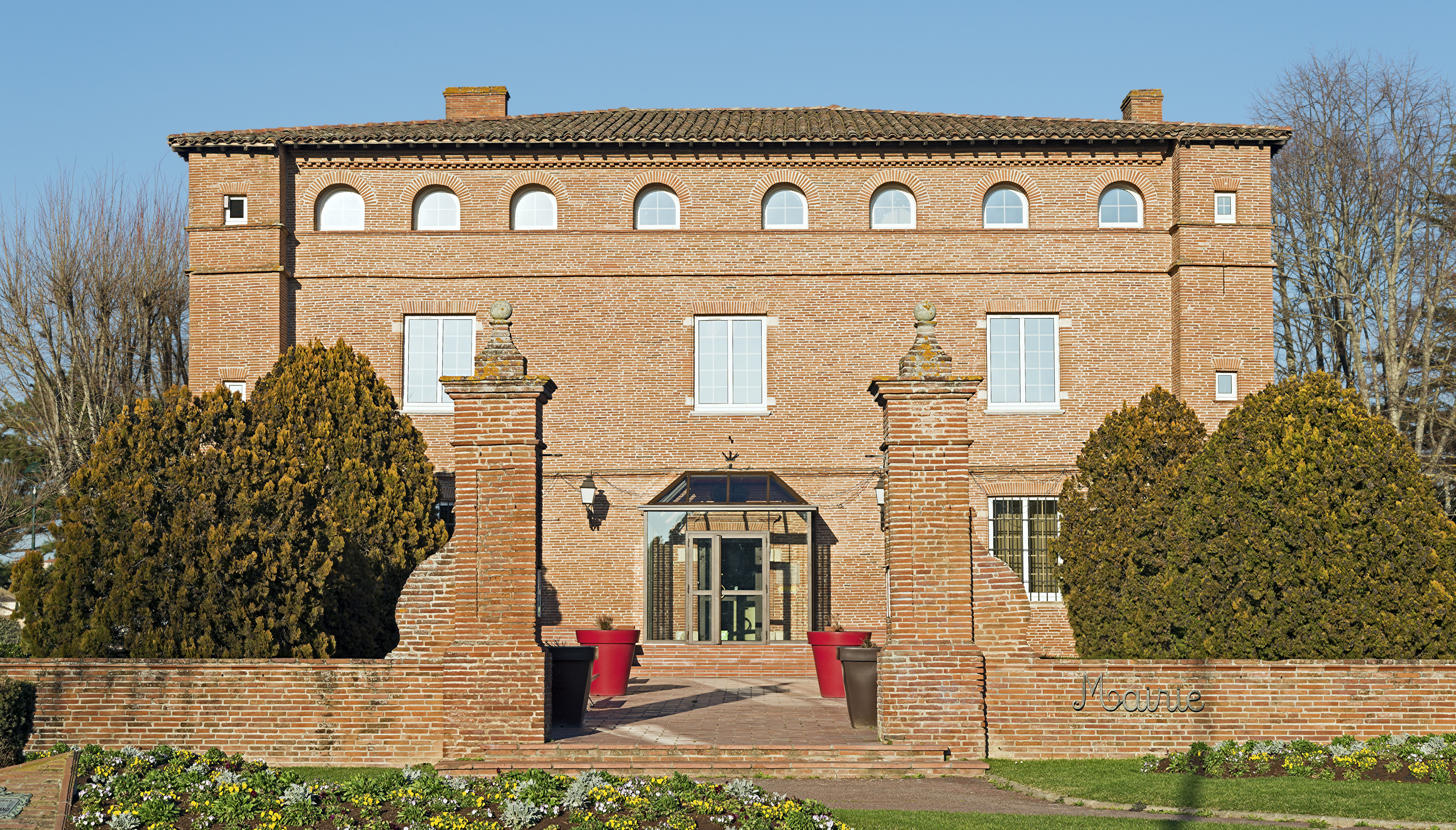
Tòa thị chính.
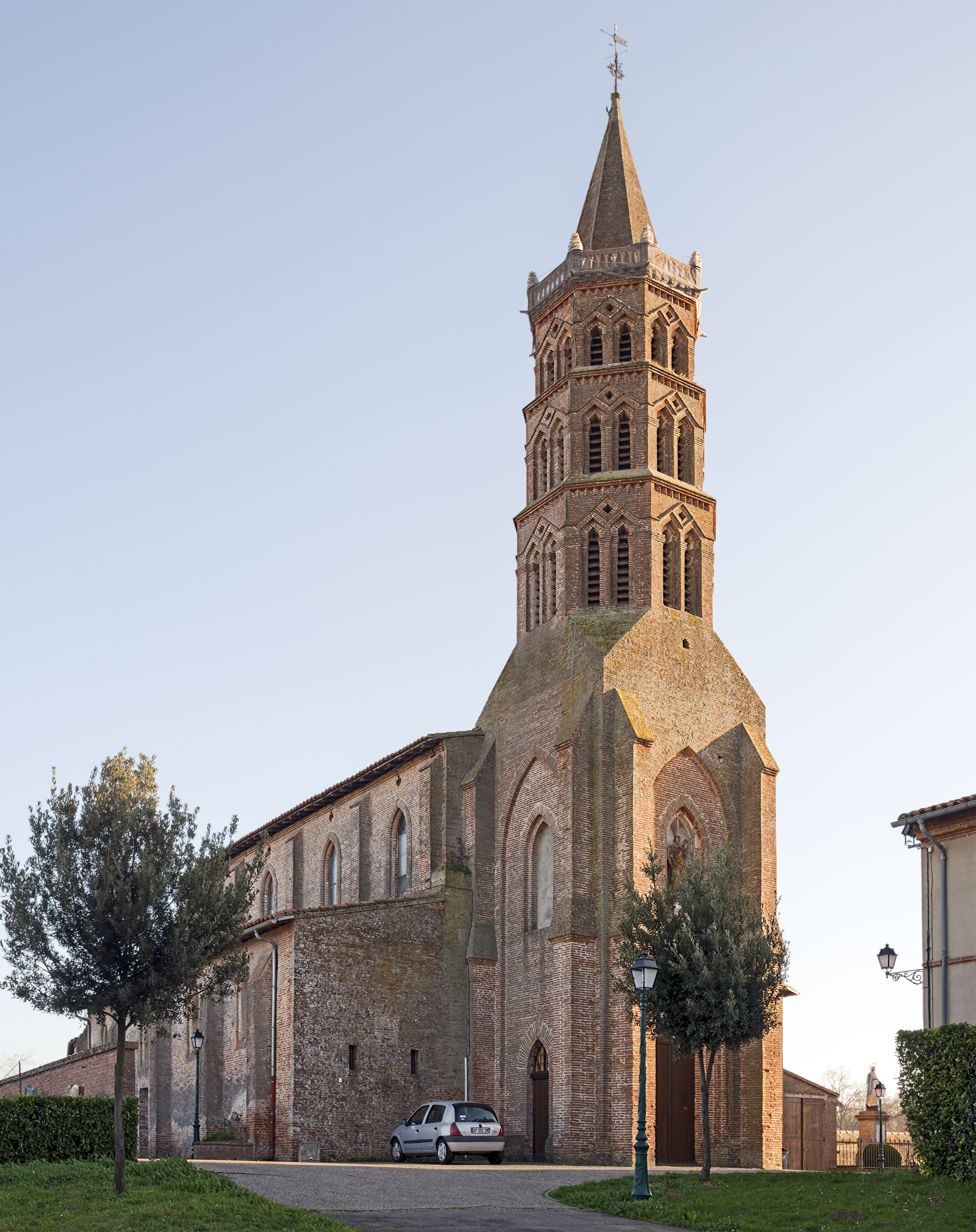
Các nhà thờ St.Martin.
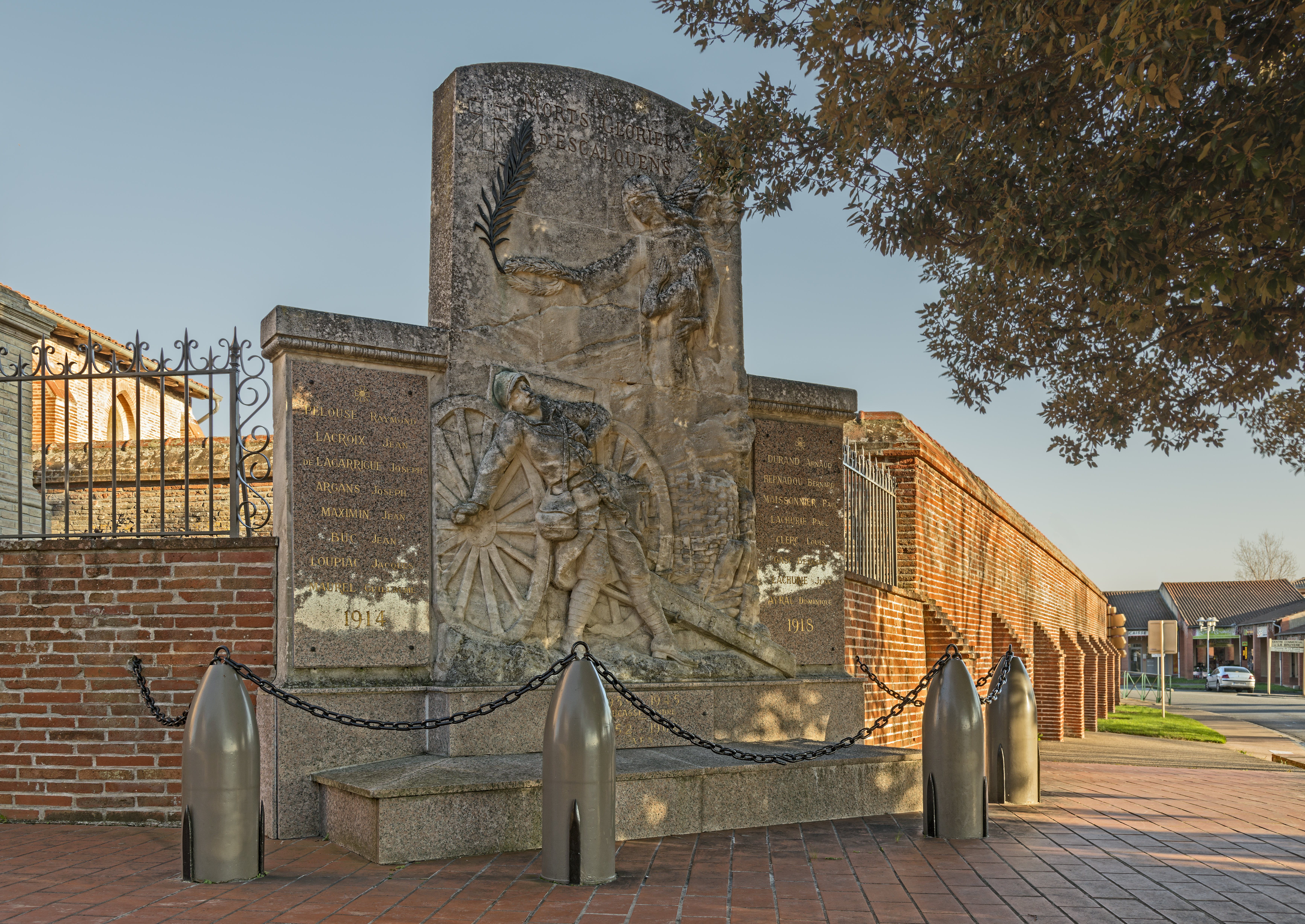
Các đài tưởng niệm chiến tranh.